# Salvador Jorge Blanco
Salvador Jorge Blanco (ur. 5 lipca 1926 w Santiago de los Caballeros, zm. 26 grudnia 2010) – dominikański polityk, prawnik i pisarz eseista.
W 1965 został prokuratorem generalnym Dominikany i prowadził na tym stanowisku rokowania z USA w sprawie wycofania wojsk amerykańskich okupujących Dominikanę. Od 1982 do 1986 sprawował urząd prezydenta z ramienia Dominikańskiej Partii Rewolucyjnej (PRD). W 1991 został skazany na 20 lat więzienia za malwersacje.